# Шумановка (Амурская область)
Шумановка — упразднённое село в Константиновском районе Амурской области, Россия. Место компактного проживания российских немцев. Ликвидировано в 1930 г.

## География
Располагалось в 5 км к юго-востоку от села Ключи.

## Население[1]
| год     | 1928 | 1930 |
| ------- | ---- | ---- |
| человек | 156  | 175  |

## История
Основано в 1927 году переселенцами из колонии Шумановка Алтайского края. Меннонитская община Блюменорт. В 1929 г. в селе имелись мельница, школа, молельный дом. В 1930 г. организован колхоз «Шумановка». В декабре 1930 г. все жители бежали через Харбин в Парагвай, где основали колонию Фернгейм.